# Ballantyne Cove Beach
Ballantyne Cove Beach – plaża chroniona (chroniony odcinek wybrzeża) na poziomie prowincjonalnym (protected beach) w kanadyjskiej Nowej Szkocji, w hrabstwie Antigonish, na północno-wschodnim wybrzeżu zatoki Ballantynes Cove, utworzona 18 listopada 1975; nazwa urzędowo zatwierdzona 20 kwietnia 2009.